# Hylaea intermedia
Hylaea intermedia är en fjärilsart som beskrevs av Carl Freiherr von Gumppenberg 1895. Hylaea intermedia ingår i släktet Hylaea och familjen mätare. Inga underarter finns listade i Catalogue of Life.